# هافلتربرخ
هافلتربرخ (به هلندی: Havelterberg) یک منطقهٔ مسکونی در هلند است که در وسترفلد واقع شده‌است. هافلتربرخ ۱۶۰ نفر جمعیت دارد.